# Tòa thị chính Cũ (München)

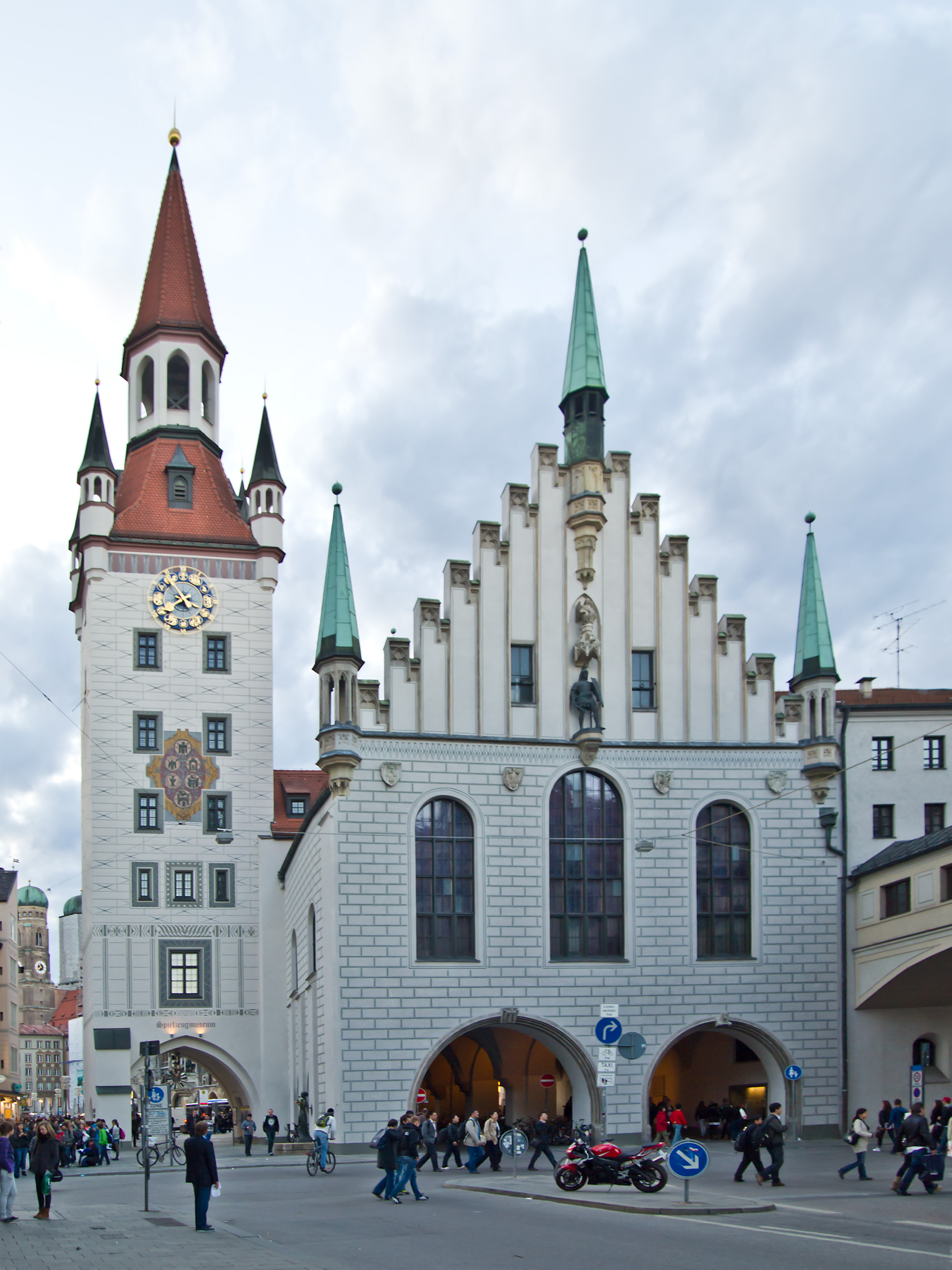
Tòa thị chính Cũ, phía Đông, nhìn từ Tal

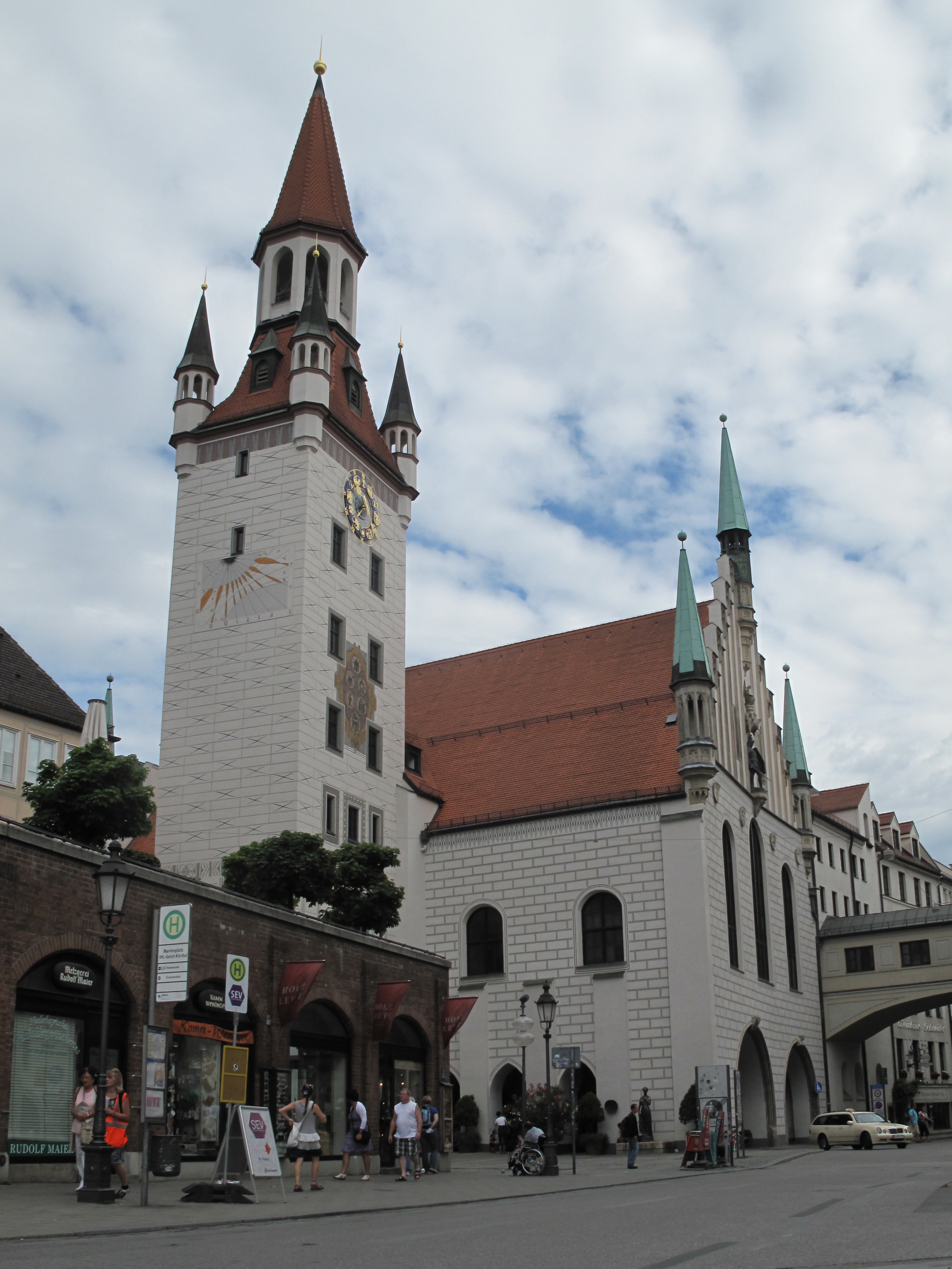
Tòa thị chính Cũ, nhìn từ Viktualienmarkt

Tòa thị chính Cũ (tiếng Đức: Altes Rathaus), cho tới 1874 là trụ sở của cơ quan hành chính thành phố München, bang Bayern, Đức, ngày nay được hội đồng thành phố dùng cho mục đích tiếp khách. Nó nằm liền kề với quảng trường trung tâm phố Marienplatz ở bờ phía Đông.

## Kiến trúc
Tòa nhà, có trong văn kiện lần đầu tiên vào năm 1310, có phòng lớn (Großer Saal) được xây 1392/1394.  Cổng Talburg (Talburgtor) của bức tường thành đầu tiên của thành phố ngày nay được dùng làm tháp của nó. Tòa thị chính Cũ sau đó được thiết kế lại theo phong cách Hậu Gothic bởi Jörg von Halsbach 1470-1480. Phòng lớn được trang trí với những vũ công Morisken tạo bởi Erasmus Grasser. Sau khi thay đổi mặt tiền trong thời Phục Hưng và một lần nữa trong thời Baroque, tòa nhà được khôi phục theo phong cách tân Gothic 1861-1864. Năm 1874, chính quyền thành phố chuyển đến Tòa thị chính Mới.